# Septembrie 2010
Acest articol este generat integral pe baza informațiilor din articolul 2010 și este actualizat periodic de un robot.
 Editările făcute în articol vor fi șterse la următoarea actualizare! Dacă doriți să faceți modificări, editați articolul-sursă.

ianuarie -
februarie -
martie -
aprilie -
mai -
iunie -
iulie -
august -
septembrie -
octombrie -
noiembrie -
decembrie
Septembrie 2010 a fost a noua lună a anului și a început într-o zi de miercuri.

## Evenimente
- 20- 26 septembrie: A 18-a ediție a turneului de tenis BCR Open România.
- 28 septembrie: Șapte oameni au fost uciși și alții 100 sunt dați dispăruți după alunecările de teren din Oaxaca, Mexic.[1]

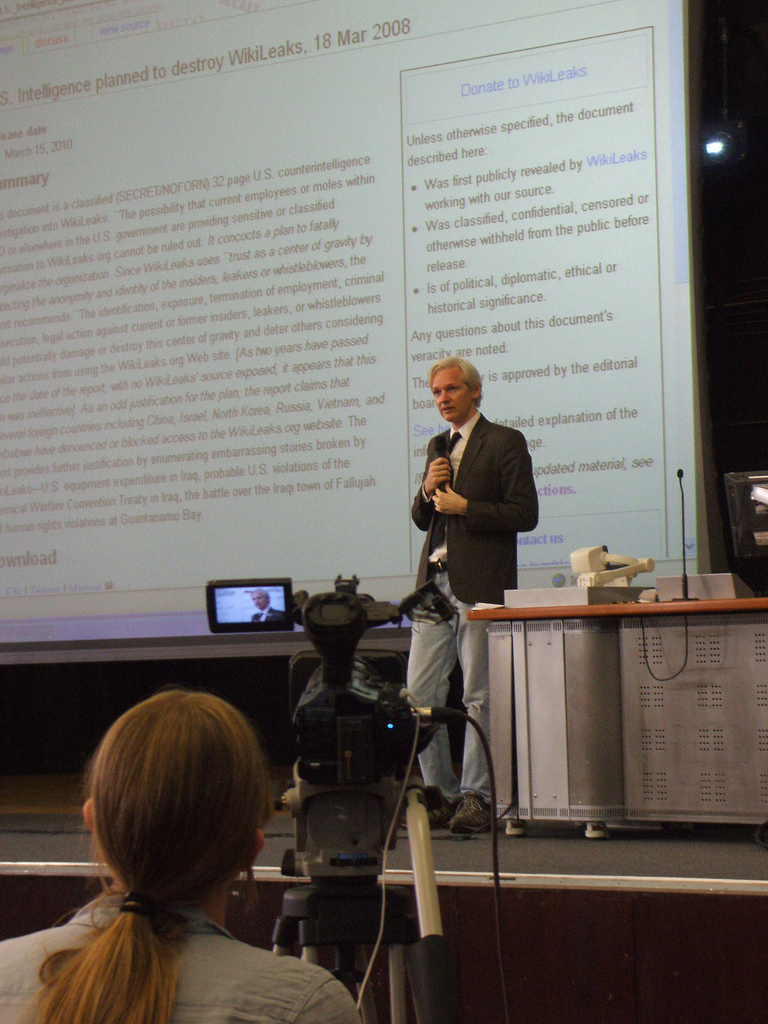
În 28 noiembrie 2010, Wikileaks a început publicarea a 251 287 de documente reprezentând corespondența dintre Departamentul de Stat al Statelor Unite ale Americii și ambasade ale Statelor Unite din toată lumea.

## Decese

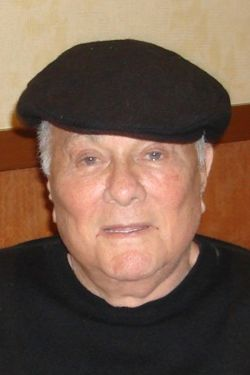
Tony Curtis

- 2 septembrie: Leo Trepp, 97 ani, rabin evreu (n. 1913)
- 3 septembrie: Mike Edwards (aka Deva Pramada), 62 ani, violoncelist englez (Electric Light Orchestra), (n. 1948)
- 10 septembrie: Rade Marković, 88 ani, actor sârb de teatru și de film (n. 1921)
- 11 septembrie: Bastion Booger (n. Michael Shaw), 53 ani, wrestler american (n. 1957)
- 11 septembrie: Kevin McCarthy, 96 ani, actor american (n. 1914)
- 11 septembrie: Bernard Ștef, 93 ani, călugăr asumpționist român (n. 1916)
- 12 septembrie: Claude Chabrol (Claude Henri Jean Chabrol), 80 ani, regizor francez (n. 1930)
- 13 septembrie: Anton Șuteu, 63 ani, compozitor român (n. 1947)
- 14 septembrie: Tatiana Constantinov, 71 ani, membru titular al Academiei de Științe a Moldovei, director al Institutului de Ecologie și Geografie al AȘM (n. 1939)
- 15 septembrie: Édouard Valéry, 86 ani, membru al rezistenței franceze (n. 1924)
- 16 septembrie: Prințul Friedrich Wilhelm de Hohenzollern, 86 ani, șeful Casei princiare de Hohenzollern-Sigmaringen (n. 1924)
- 16 septembrie: Keiju Kobayashi, 86 ani, actor japonez de film (n. 1923)
- 17 septembrie: Vladimir Fiodorov, 77 ani, academician rus (n. 1933)
- 19 septembrie: Horia Șerbănescu, 86 ani, actor român de comedie (n. 1924)
- 21 septembrie: Valentin Popa, 70 ani, pictor român (n. 1940)
- 22 septembrie: Eddie Fisher (Edwin Jack Fisher), 82 ani, cântăreț și actor american (n. 1928)
- 23 septembrie: Isabelle Borg, 51 ani, artistă britanico-malteză (n. 1959)
- 24 septembrie: Ghenadi Ianaev, 73 ani, politician rus (n. 1937)
- 24 septembrie: Marin Tarangul (Ștefan Marin Sergiu Tarangul), 72 ani, teolog și istoric român (n. 1938)
- 26 septembrie: Ioan Brezeanu, 94 ani, autor român (n. 1916)
- 26 septembrie: Gloria Stuart (n. Gloria Frances Stewart), 100 ani, actriță americană (n. 1910)
- 28 septembrie: Lilia Amarfi, 60 ani, solistă de operetă din R. Moldova (n. 1949)
- 29 septembrie: Georges Charpak, 86 ani, fizician francez, laureat al Premiului Nobel (1992), (n. 1924)
- 29 septembrie: Tony Curtis (n. Bernard Schwartz), 85 ani, actor american de etnie evreiască (n. 1925)
- 29 septembrie: Eduardo Manchón Molina, 80 ani, fotbalist spaniol (atacant) (n. 1930)